# كوثيوك (كورنوال)
كوثيوك (بالإنجليزية: Quethiock)‏ هي قرية وأبرشية مدنية تقع في المملكة المتحدة في إنجلترا. يقدر عدد سكانها بـ 443 نسمة .